# Alberto Müller Rojas
Alberto Müller Rojas (San Cristóbal, Táchira, 27 d'octubre de 1935 - Caracas, 14 d'agost de 2010) fou un polític i militar veneçolà, vicepresident del Partit Socialista Unit de Veneçuela (PSUV).

## Biografia
Müller va ingressar als 15 anys a l'Acadèmia Militar, on va aconseguir concloure els seus estudis. El 1978, va ser ascendit com a general de divisió de l'exèrcit i designat sotssecretari del Consell Permanent de Seguretat i Defensa. Va ser professor a la Universitat Central de Veneçuela i a la Universitat Simón Bolívar, ambdues a Caracas. El 1983, va esdevenir contralor general de les forces armades, on va conèixer Raúl Isaías Baduel, amb qui després tindria desavinences polítiques.
Durant el govern de Jaime Lusinchi fou designat governador de l'Estat de l'Amazones, càrrec que per l'època no era producte d'elecció popular directa, sinó a través de mandat presidencial. Llavors, inicià el seu acostament a la vida política veneçolana, passant a ser assessor dels candidats presidencials esquerrans Edmundo Chirinos del Movimiento Electoral del Poueblo (MEP) el 1988 i Andrés Velásquez de La Causa Radical (LCR) el 1993. Durant el segon govern de Carlos Andrés Pérez va exercir com a assessor de la Comissió Presidencial d'Afers Fronterers Colombo-Veneçolans presidida pel després president de la república Ramón José Velásquez. El 1994, fou elegit senador del Congrés Nacional per la LCR i, després, quan començà la pugna interna al partit pel suport a la postulació d'Hugo Chávez a la presidència de la República de Veneçuela, se sumà al bàndol bolivarià del partit que finalment provoca l'escissió i la creació de Pàtria per a Tots (PPT) el 1997.
Continuà al PPT com a senador, i el 1998 fou seleccionat com a Cap del comando de campanya de Chávez, obtenint la victòria en les eleccions presidencials de Veneçuela de 1998. Amb l'ascens de Chávez al poder el 1999 va tornar a ser militar actiu i va passar a integrar l'Estat Major Presidencial i, també, va formar part activa del «grup dels 5» consellers propers el president. Va ser designat ambaixador de Veneçuela a Xile fins al 23 de juny de 2000, quan la PPT es deslliga de Chávez després d'una sèrie de discrepàncies. Després es va acostar públicament a l'òrbita del chavisme el 2003 quan va qüestionar el vaga petroliera impulsada per l'oposició veneçolana.
El juny de 2007, Müller provocà un conflicte quan afirmà que les forces armades veneçolanes estaven polititzades, fet que va generar discrepància en el govern i particularment en Chávez, a l'acusar-lo de repetir el discurs de l'oposició sobre una suposada politització de la institució. Ja a inicis de 2007, en una entrevista havia assenyalat que «no hi ha cap militar apolític al món» argumentant que «aquesta és la major mentida que han pogut inventar i és una trampa de la democràcia formal socialdemòcrata».
El 2008, és designat per Chávez com a vicepresident primer del PSUV i el 2009 com a Cap del Comando Estratègic per a la Campanya per la Reforma de la Constitució. El 29 de març de 2010 va anunciar la seva retirada del PSUV al considerar que el partit estava canviant de la seva «postura internacionalista per un nacionalisme petitburgès que no representa les expectatives de la societat». Va morir el 14 d'agost de 2010 a l'edat de setanta-cinc anys.